# Karel Noll

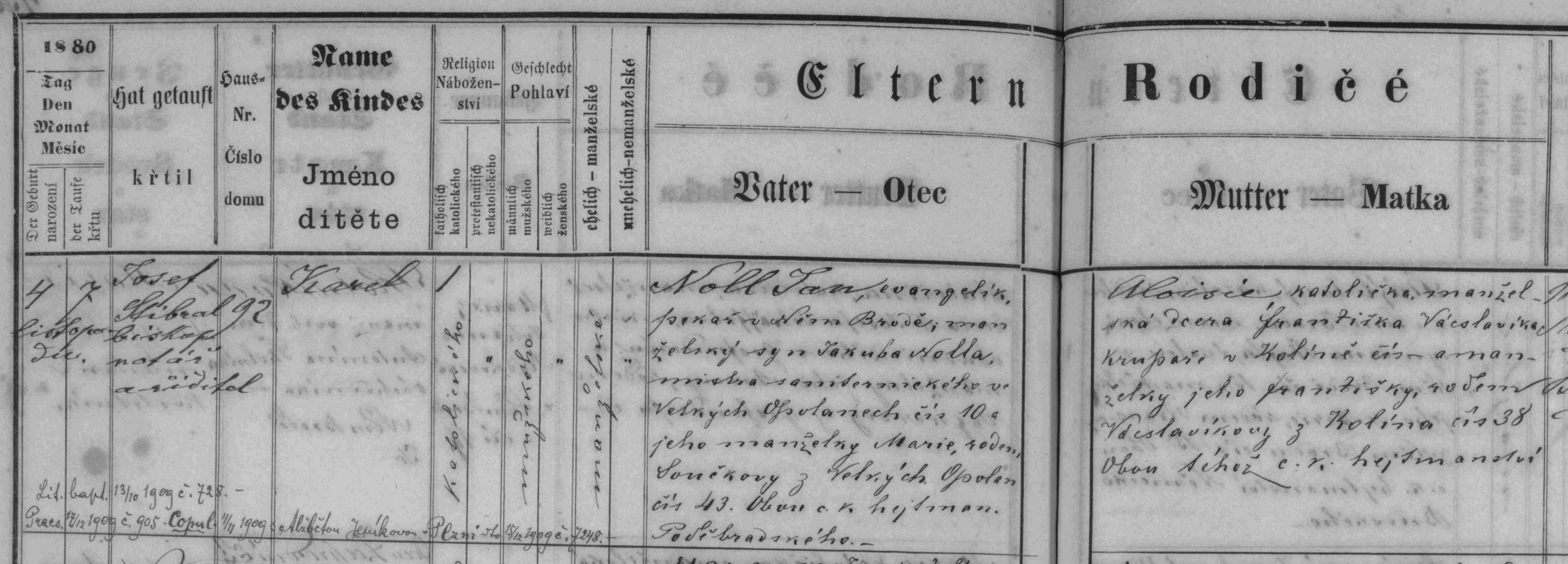
Înregistrare din registrul de nașteri al parohiei Německý Brod cu privire la nașterea și botezul lui Karel Noll

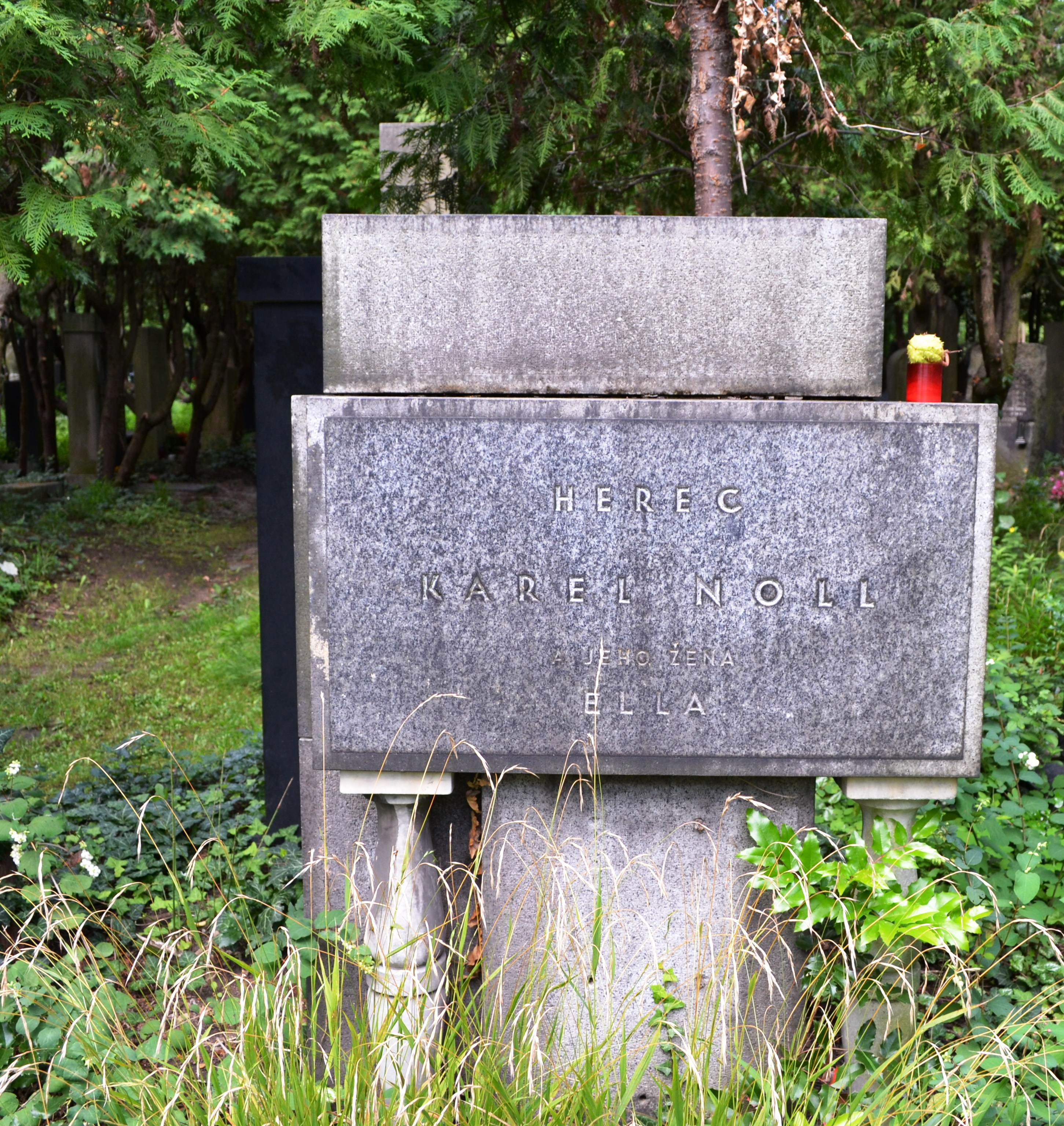
Mormântul lui Karel Noll în Cimitirul Vinohrady din Praga

Karel Noll (n. 4 noiembrie 1880, Havlíčkův Brod⁠(d), Regatul Boemiei, Austro-Ungaria – d. 29 februarie 1928, Vinohrady⁠(d), Cehoslovacia) a fost un actor ceh, cunoscut în calitate de interpret al soldatului Švejk din primele adaptări cinematografice ale romanului lui Jaroslav Hašek.

## Biografie
S-a născut pe 4 noiembrie 1880 în orașul Německý Brod (în prezent Havlíčkův Brod). A fost pasionat de teatru încă din copilărie, astfel încât, fără acordul părinților săi, s-a alăturat trupei teatrale itinerante Košner. A învățat multe lucruri despre teatru în perioada cât a călătorit cu această trupă încât a putut semna un angajament cu o companie teatrală care juca în propria ei sală. A jucat la Plzeň, unde s-a căsătorit cu Alžběta Jeníková în 1909, la Brno și a fost invitat să joace la Viena. A trecut prin majoritatea teatrelor din Praga (Rokoko, Apollo, Divadlo Vlasty Buriana, Švandovo divadlo, kabaret Bum, Revoluční scéna ș.a.). S-a remarcat în viața teatrală pragheză atât ca actor, cât și ca regizor și pedagog, dovedind un mare talent în interpretarea realistă a rolurilor jucate.
A început să joace în filme în 1920, afirmându-se în cinema odată cu debutul în Červená Karkulka (Gluga roșie). A jucat aproximativ treizeci de roluri în filme, iar unele dintre ele au intrat în istoria cinematografiei cehe. După o pregătire teatrală amănunțită a reușit să interpreteze realist roluri de personaje comice. Printre rolurile sale cele mai importante se numără Kecal din filmul Prodaná nevěsta (Mireasa vândută, 1922), regizat de Oldřich Kmínek, rolurile din filmele Lucerna (Lanterna, 1925) și Velbloud uchem jehly (1926), regizate de Karel Lamač și Vondra din filmul Batalion (Batalionul, 1927), regizat de Přemysl Pražský. Apogeul carierei cinematografice a lui Noll a fost însă atins cu rolul soldatului Švejk, pe care-l interpretase deja pe scena de teatru, conturându-l grație cunoașterii desăvârșite a omului simplu din localitățile cehe în filme precum Dobrý voják Švejk (Bravul soldat Švejk, 1926), Švejk na frontě (Švejk pe front, 1926), Švejk v ruském zajetí (Švejk prizonier la ruși, 1926) și Švejk v civilu (Švejk civil, 1927). Critica de film cehă este de acord că personajul Švejk interpretat de Noll în filme alb-negru și mute nu a fost depășit până astăzi.
Karel Noll a murit la 29 februarie 1928 la Praga, în timpul filmării producției Modrý démant a lui Miroslav Josef Krňanský. A fost înmormântat în Cimitirul Vinohrady din Praga. Soția lui a fost actrița Ella Nollová (1884-1959).

## Citat
| “ | L-am cunoscut la Teatrul Burian și pe marele actor Karel Noll, dar din păcate pentru scurt timp. Nu eram acolo de multă vreme, atunci când a murit. Asta a fost în '28. Pe scenă degaja o stranie senzație de siguranță pentru partenerii săi, senzația că nu se putea întâmpla nimic dacă stătea lângă tine. Și pentru o persoană ca mine care venea pentru prima dată într-un teatru profesionist, când totul se învârtea în jurul meu, această senzație era foarte importantă și utilă. Nimic nu-l putea deranja pe Noll, atât era de calm. | ” |

## Roluri teatrale (selecție)
- 1921: M. Cervantes, E. A. Longen: Don Quijote de la Mancha, Sancho Panza, Divadlo v Šárce
- 1921: J. Hašek, E. A. Longen: Dobrý voják Švejk ve světové válce, rolul titular, Revoluční scéna
- 1922: J. Hašek: Dobrý voják Švejk, rolul titular, Adria
- 1923: J. Hašek, K. Vaněk: Dobrý voják Švejk, rolul titular, Apollo

## Filmografie (selecție)
- 1920: Červená Karkulka (Gluga roșie), Vrána, regie Svatopluk Innemann
- 1920: Plameny života (Flăcările vieții), regie Václav Binovec
- 1921: Černí myslivci (Vânătorii negri), regie Václav Binovec
- 1921: Děti osudu (Copiii destinului), regie Josef Rovenský
- 1921: Kříž u potoka (Cruce pe râu), Kobosil, regie Jan Stanislav Kolár
- 1921: Zelený automobil (Automobilul verde), regie Svatopluk Innemann
- 1922: Komptoiristka (Casiera), regie Svatopluk Innemann
- 1922: Prodaná nevěsta (Mireasa vândută), Kecal, regie Oldřich Kmínek
- 1925: Lucerna (Lanterna), regie Karel Lamač
- 1925: Do panského stavu, Václav Kráčmera, regie Karel Anton
- 1926: Dobrý voják Švejk (Bravul soldat Švejk), Josef Švejk, regie Karel Lamač
- 1926: Švejk na frontě (Švejk pe front), Švejk, regie Karel Lamač
- 1926: Švejk v ruském zajetí (Švejk prizonier la ruși), Švejk, regie Svatopluk Innemann
- 1926: Velbloud uchem jehly, regie Karel Lamač
- 1927: Švejk v civilu (Švejk civil), Švejk, regie Gustav Machatý
- 1927: Batalion (Batalionul), Vondra, regie Přemysl Pražský